# Historia Łobza

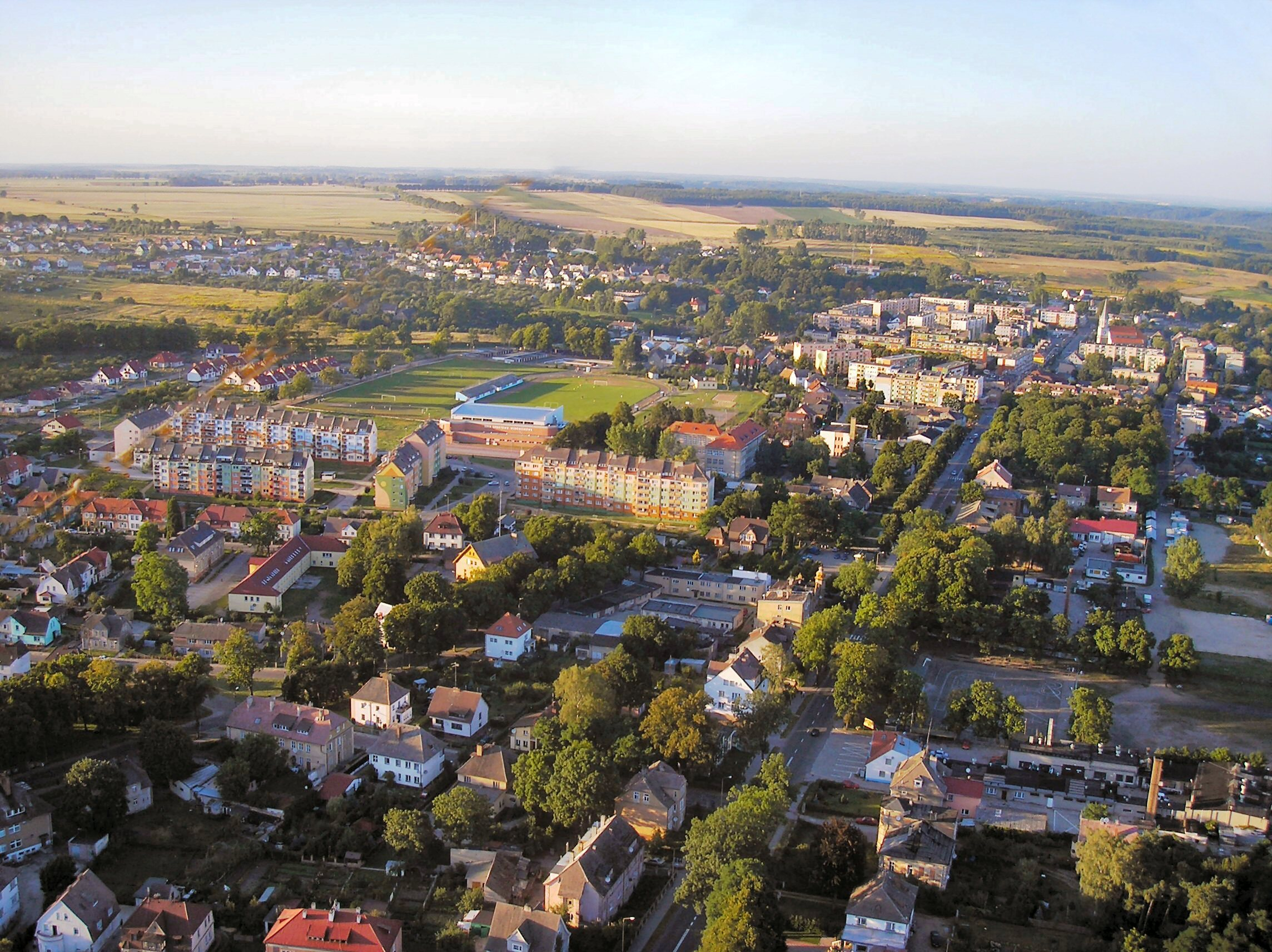
Łobez z lotu ptaka

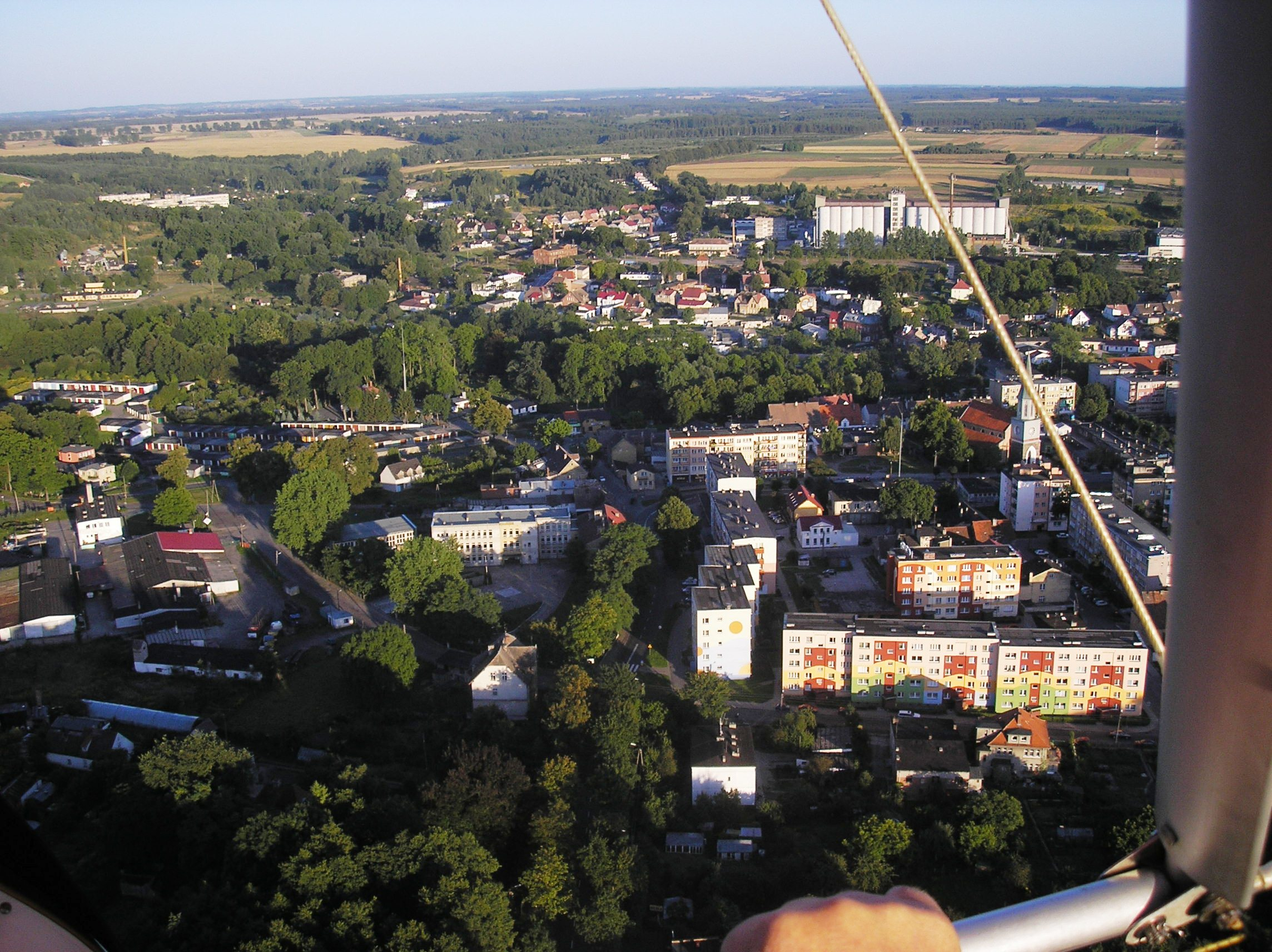
Łobez - centrum

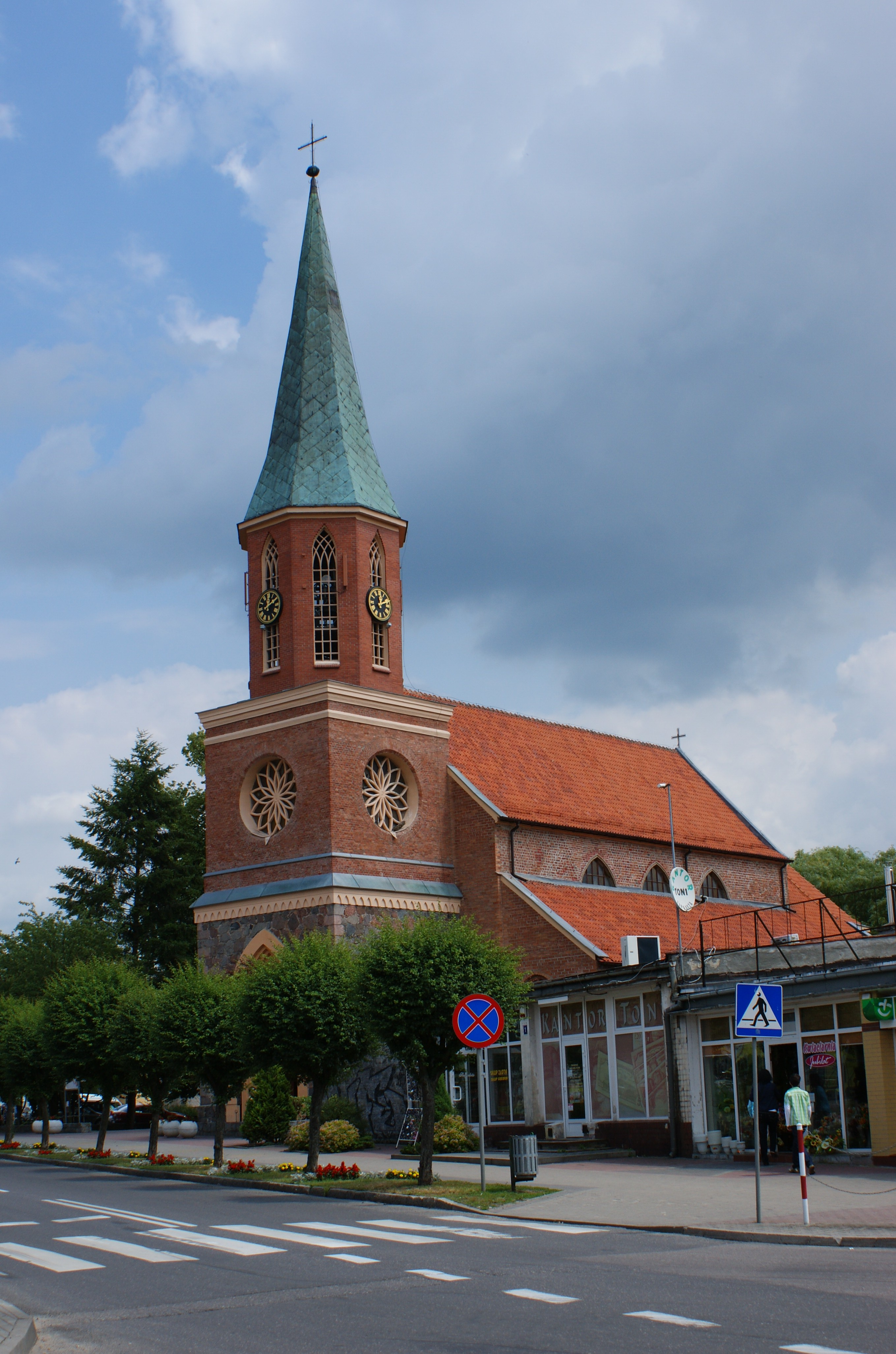
Kościół pw. Najświętszego Serca Pana Jezusa

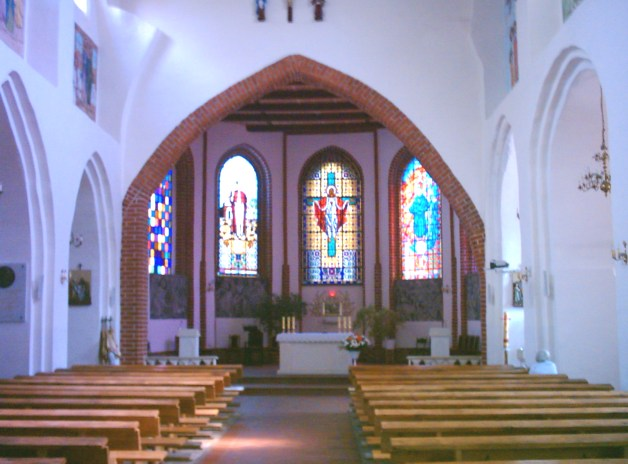
Wnętrze kościoła

Łobez (niem. Labes) – miasto w północno-zachodniej Polsce, w województwie zachodniopomorskim, siedziba powiatu łobeskiego i gminy miejsko-wiejskiej Łobez, położone nad rzeką Regą na Wysoczyźnie Łobeskiej. Według danych z 30 czerwca 2009 miasto miało 10 330 mieszkańców. Z woli rodu Borcke Łobez (Labes) został miastem w roku 1275.

## Historia
We wczesnym średniowieczu powstał na prawym brzegu Regi gród obronny Pomorzan, przy którym wytworzyło się podgrodzie. Podgrodzie stało się zalążkiem miasta – skupiała się tam ludność rzemieślniczo-handlowa, pełniło też funkcje administracyjno-wojskowe. Pierwsza wzmianka o Łobzie jest z roku 1114, gdzie wymieniony został w dokumencie Bork z Łobza. Następna jest z roku 1247, gdzie sprzedający majątek Siemyśl nazywają siebie Borkami z Łobza, następna z 1271. Jest w niej mowa o rycerzu Wolfie Borko jako panu na Łobzie – „dominus de Lobis”. Dalsze losy Łobza łączą się z losami rodu Borków, którzy byli właścicielami miasta i okolic.
Łobez znajduje się wśród miejscowości, które jako pierwsze otrzymały prawa miejskie w 1275, już w 1295 roku figuruje jako „miasto”, w 1348 zaś dostał potwierdzenie swoich praw miejskich według prawa lubeckiego. W XIV wieku występuje już burmistrz i rada miejska. Wtedy też Łobez otoczono murami, które przetrwały do XVIII wieku. W 1460 uzyskał własne sądownictwo. Historia Łobza ściśle łączy się z rodem Borków. Ci założyciele lub właściciele miast Łobez, Resko i Węgorzyno skuteczniej niż wcześniej zakony, skolonizowali teren nad Regą. Borkowie wznieśli w Łobzie zamek na północny wschód od dzisiejszego miasta, który rozebrano w 1832 roku.
Pomorze po śmierci Bogusława XIV w 1637 roku, ostatniego księcia z rodu Gryfitów, i podpisaniu pokoju westfalskiego w 1648 weszło w skład Brandenburgii.
W XVIII wieku oficjalnie powstały ziemskie powiaty szlachty pomorskiej: Borkischer Kreis, a jego sąsiedztwie Ostenscher Kreis i Daberscher Kreis na pograniczu z Nowa Marchią (Brandenburgią). Borkowie, Ostenowie i Dewitzowie z Dobrej w 1815 r., wraz z likwidacją przez władze pruskie pańszczyzny, podporządkowali się rozporządzeniom administracyjnym państwa. Powstał powiat Regenwalde (Reski), obejmujący jeszcze miasto Płoty i okolice (należące wcześniej do Ostenów). Nastąpiła korekta granic i likwidacja enklaw. W latach 1818–1945 miasto administracyjnie należało do powiatu Regenwalde, początkowo z siedzibą w Resku, a od roku 1860 z siedzibą w Łobzie. Stało się tak po wybudowaniu pierwszej w powiecie linii kolejowej Stargard-Koszalin (1859 r.), kiedy to stolicę powiatu przeniesiono (nie bez protestów Reska) do Łobza. Jednak powiat nadal zwał się Reski (Regenwalde), miał wtedy 1191 km² i należał do Rejencji Szczecińskiej. Po 1945 roku i objęciu Ziem Odzyskanych przez polską administrację powierzchnia okręgu-powiatu Ławiczka-Resko z siedzibą w Łobzie nie zmieniła się. Następnie powstał powiat łobeski, do którego w latach 1954–1958 dołączono rejon płotowski. W takim kształcie dotrwał do 1975 r., gdy zlikwidowano ten poziom administracji. W 2002 r. z gmin powiatów: stargardzkiego (Łobez i Węgorzyno), gryfickiego (Resko i Radowo Małe) oraz goleniowskiego (Dobra) ponownie utworzono powiat łobeski.

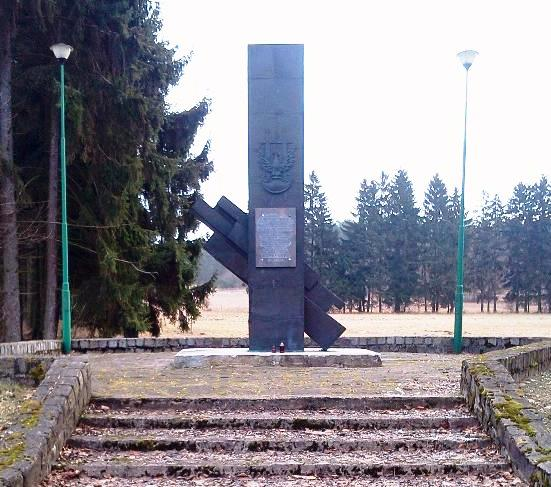
Pomnik pamięci żołnierzy LWP i Armii Czerwonej w Świętoborcu

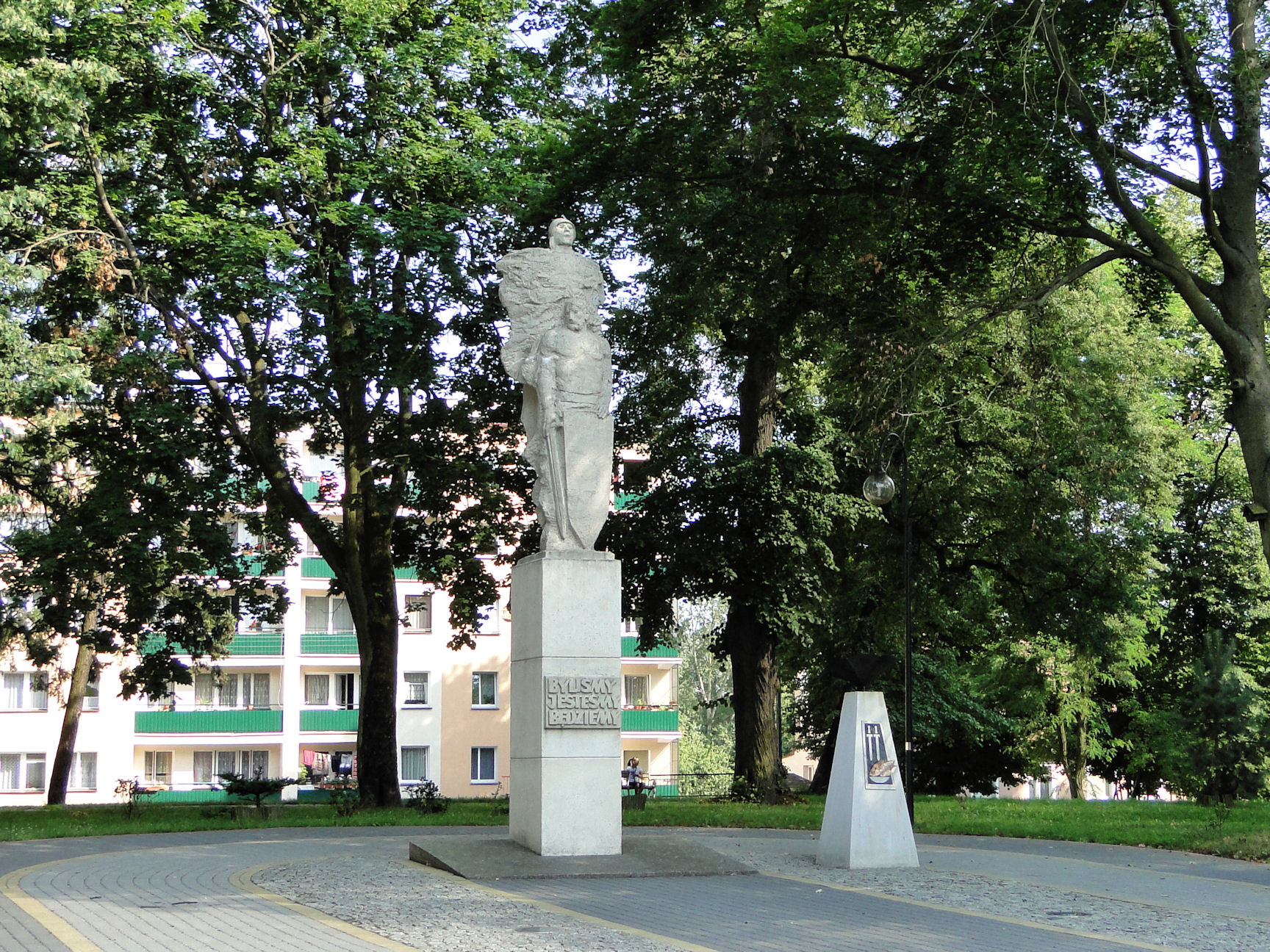
Pomnik Wdzięczności „Byliśmy Jesteśmy Będziemy” (Mieczysław Welter, 1968)

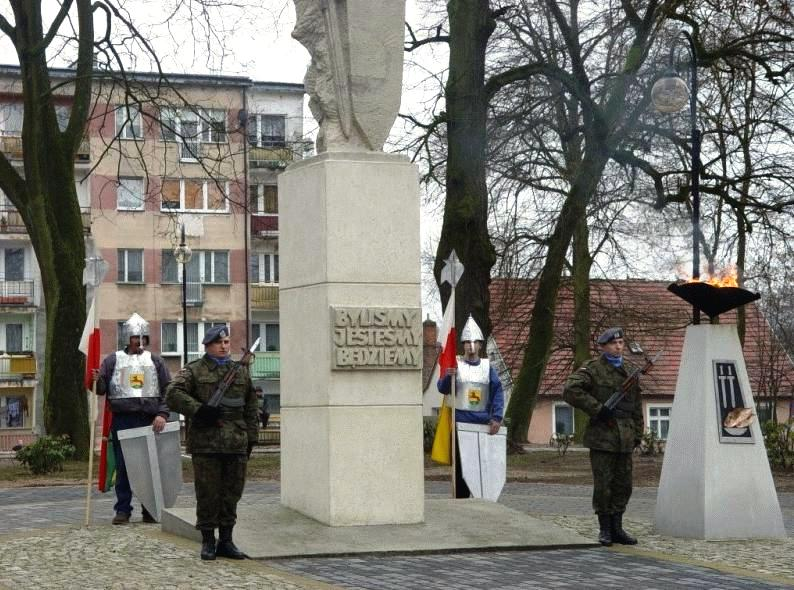
Rocznica zajęcia Łobza 3.03.2009. Warta honorowa: żołnierze i rycerze

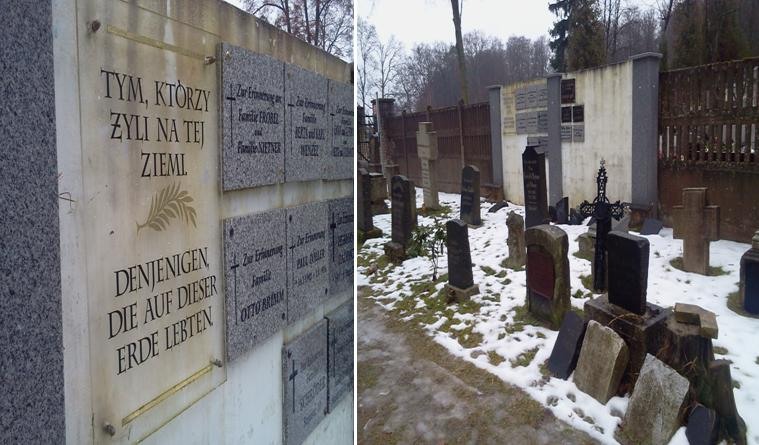
Lapidarium pamięci mieszkańców Łobza, którzy tu żyli i zmarli dawniej, pamięci 208 mieszkańców Łobza, którzy zginęli na I wojnie światowej (Pomnik Rolanda), pamięci Tych, którzy zginęli na II wojnie światowej (391 (ok. 400) cywili i 351 żołnierzy) i pamięci Tych z roku 1945-47 podczas wysiedlenia (66 osób)

W 1945 r. miasto zostało dotkliwie zniszczone. Łobez został zdobyty 3 marca 1945 r. po ostrzale artyleryjskim z Suliszewic i nocnych walkach z Hitlerjugend (HJ – przybudówka Oddziałów Szturmowych SA, kompanie bojowe „Jagdkommandos” – uzbrojenie: granatnik pancerfaust) przez żołnierzy Armii Czerwonej (1 Armia Pancerna 1 Frontu Białoruskiego, 44 Brygada Pancerna Gwardii (dowódca: płk Joseph Iraklievich Gusakovsky (ur. 12,(25).12.1904 – † 20.02.1995) – później generał, II-krotny „Bohater Związku Radzieckiego”), 108 Gwardyjski Pułk Czołgów Ciężkich (dowódca: płk Władimir D. Reutow(?)) i oddział miejscowych partyzantów. Oddział ten złożony był z Polaków i prawdopodobnie osób innych narodowości (Rosjanie, Francuzi lub Serbowie), którzy zbiegli z okolicznych jenieckich obozów pracy, których było wiele w powiecie (w samym Łobzie istniały w czasie wojny dwa obozy pracy). Następnie do Łobza weszli żołnierze polscy LWP z 43 Pułku Artylerii Lekkiej (dowódca: mjr Ilia Sadowski), którzy stoczyli potyczkę 6.03.1945 r. w Świętoborcu z oddziałami XX Korpusu SS (dowódca: gen.porucznik Günther Krappe (ur. 1893, †1981).

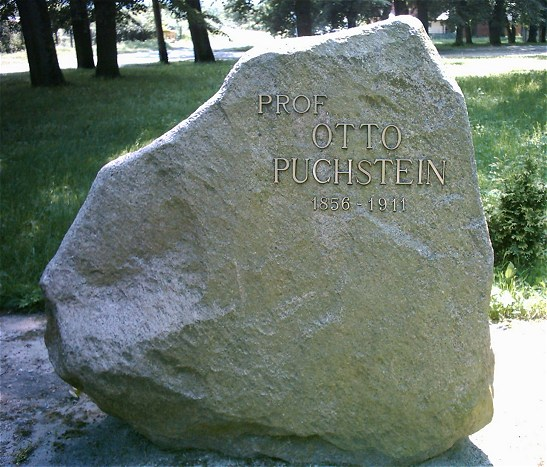
Kamień pamięci (Otto Puchstein)

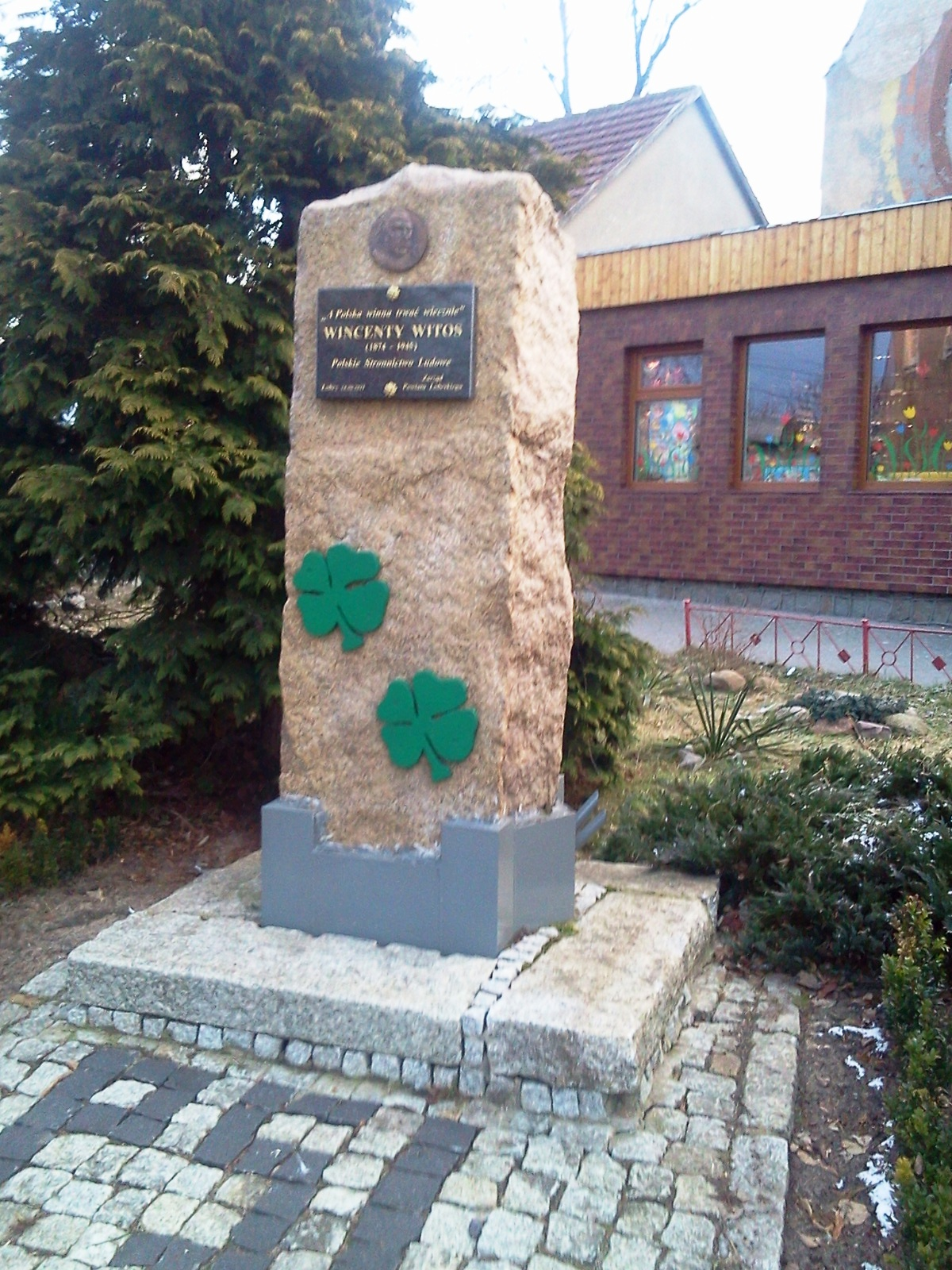
Łobez – tablica pamiątkowa (Wincenty Witos)

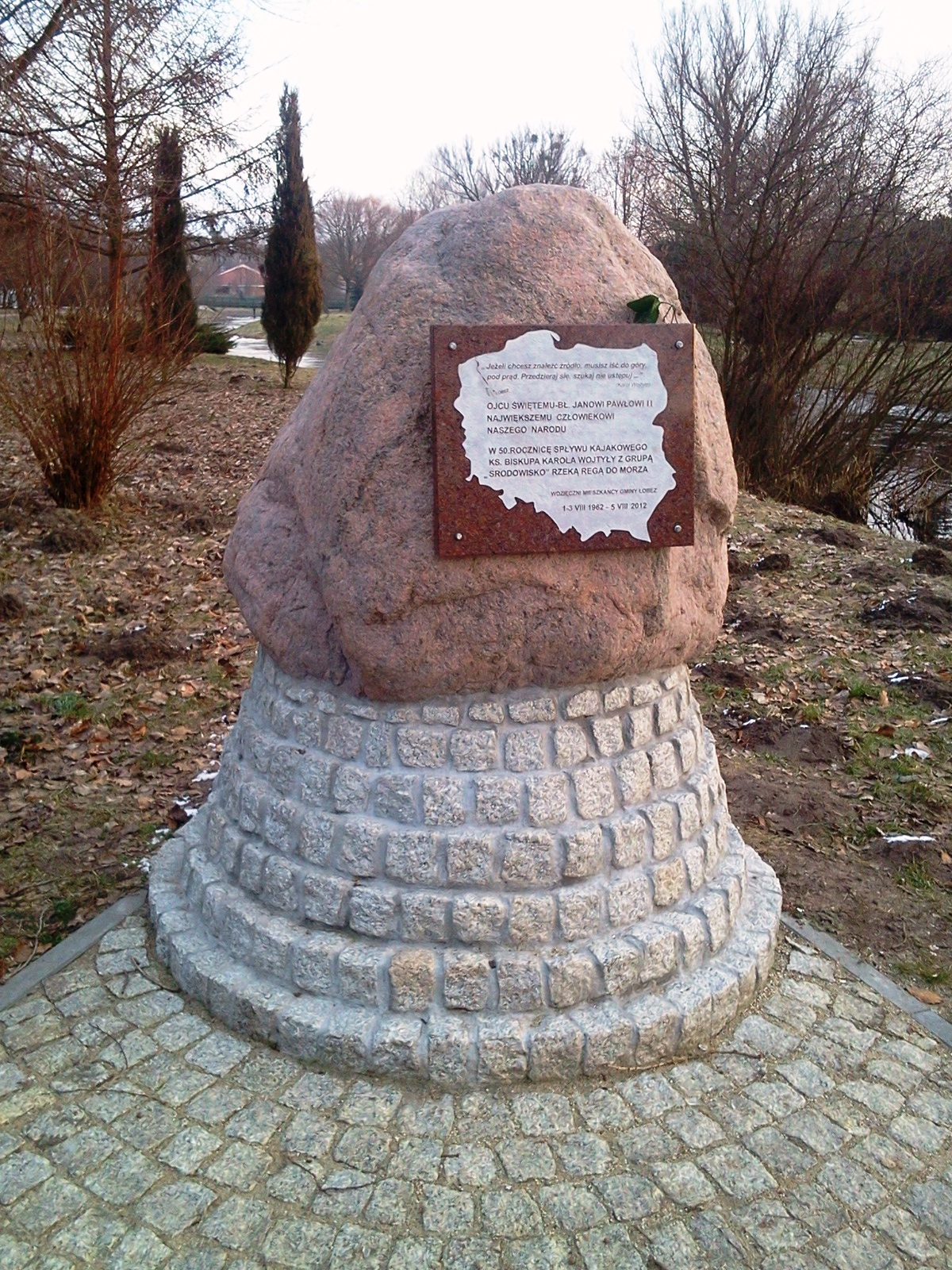
Kajakowy Szlak Papieski w Łobzie

### Historia nazwy miasta
Pierwsze źródła podają nazwę miasta w łacińskiej formie: Lobis (1271), Lobese (1280), Lobse (1285). Nie do końca wyjaśniona jest etymologia słowa „Łobez”. Przypuszcza się, że miasto wywodzi swoją nazwę od rzeki, nad którą jest położone lub od łabędzia (historycy niemieccy – łabędź – starosłowiańskie: labez, labendz). Starosłowiańskie słowo „laba”, oznaczało wszystko płynące lub zachowujące stan płynny. Inna interpretacja wskazuje pochodzenie nazwy od słowa lobose, które oznaczało miejsce podmokłe, porośnięte tatarakiem, gęstwiną, krzakami, zaroślami zwanym w języku staropolskim łabuziem. W obu przypadkach akcentowana jest lokalizacja osady nad wodą, na co wskazuje występujący także w innych nazwach rdzeń łob (np. Łobżenica, Łobżany).
Obecna nazwa miasta formalnie obowiązuje od 19 maja 1946.

### Demografia historyczna
Liczba mieszkańców Łobza w różnych latach na podstawie danych z rozdziału „Kalendarium” i książki „Städtebuch Hinterpommern”.
| Rok     | Liczba ludności                     |
| ------- | ----------------------------------- |
| 1680    | ok. 800                             |
| 1740    | 1191                                |
| 1749    | 1339                                |
| 1762    | 949                                 |
| 1776    | 1195                                |
| 1782    | 1160                                |
| 1794    | 1339                                |
| 1812    | 1797                                |
| 1814    | 1800                                |
| 1816    | 1939                                |
| 1819    | 1960                                |
| 1831    | 2443                                |
| 1843    | 3207                                |
| 1852    | 3939                                |
| 1861    | 4756                                |
| 1885    | 5225                                |
| 1895    | 5187                                |
| 1912    | 5098                                |
| 1925    | 5873 (6088)                         |
| 1939    | 7300                                |
| 08.1945 | 1710 (160 Polaków) w Łobzie         |
| 10.1945 | 5885 Niemców w Łobzie               |
| 10.1945 | 8287 Niemców w powiecie             |
| 02.1946 | 9 773 Niemców w powiecie            |
| 1946    | 4144 w Łobzie                       |
| 1946-7  | 10 905 Niemców wysiedlono z powiatu |
| 1957    | 6026                                |

Liczba osób narodowości żydowskiej mieszkających w Łobzie.
| Rok  | Liczba ludności |
| ---- | --------------- |
| 1705 | 2 rodziny       |
| 1753 | 1 rodzina       |
| 1782 | 15              |
| 1794 | 18              |
| 1812 | 38              |
| 1816 | 62              |
| 1831 | 61              |
| 1840 | 90              |
| 1843 | 100             |
| 1852 | 121             |
| 1861 | 167             |
| 1867 | 175             |
| 1871 | 138             |
| 1903 | 105             |
| 1925 | 43              |
| 1939 | 11              |
| 1940 | 0               |

### Kalendarium
Krótka historia Łobza:
- ok. X w. – Łobez. Nad Regą istnieje gród obronny Pomorzan.
- 1114 − Pierwsza wzmianka o Łobzie, gdzie wymieniony został w dokumencie Bork z Łobza.
- 1193 – Osada Łobez i przyległe tereny znajdują się w granicach biskupstwa kamieńskiego.
- 1247 - Następna wzmianka o Łobzie jest z roku 1247, gdzie sprzedający majątek Siemyśl nazywają siebie Borkami z Łobza
- ok. 1270 – Z Kołobrzegu do Łobza przybywa rycerz Borko i jako lenno obejmuje tereny nad środkowym biegiem Regi.
- 1271 – Druga wzmianka o Łobzie w dokumencie klasztoru w Jasienicy.
- 1275 − Łobez z woli rodu Borcke został miastem.
- 1285 – Łobez występuje w dokumencie jako Lobse.
- 1295 – Łobez określany jest jako civitas, tj. miasto i występuje nazwa miasta Lobese.
- 1295 – Przy podziale Pomorza obszary nad Regą z Łobzem przypadły wołogoskiej linii książąt pomorskich.
- 1338 – Spór Borków z księciem Bogusławem (potem Barnimem i Warcisławem) o wypas w lasach książęcych. Z pomocą Gryfic i innych miast pokonano Borków. Gwarancje złożyło miasto.
- 1338 – W Łobzie rozebrano zamek Borków. Efekt konfliktu z księciem pomorskim.
- 1348 – Potwierdzenie praw miejskich Łobza według prawa lubeckiego.
- 1348 – Wydano potwierdzenie lubeckich praw miejskich. Mieszkańcy wybierają burmistrza, radę i sędziów.
- poł. XIV – Łobez i tereny obecnego powiatu w granicach księstwa wołogoskiego.
- 1360 – Wzmianka w dokumentach o istnieniu parafii.
- 1360 – Istniało bractwo Calendae oddające się modłom za zmarłych.
- 1400 – Borkowie potwierdzili Transumptem akt lokacyjny miasta (inna data 1460).
- XIV – Miasto otoczono murami. Miasto miało dwie bramy: Bramę Gryficką na przedłużeniu ulicy Kościelnej przy obecnym boisku Szkoły Podstawowej nr 1, skąd odchodziły drogi do Gryfic, Nowogardu i Unimia, i drugą zwaną Bramą Reską (przy moście na Redze) – drogi do Nowej Marchii (Świdwin, Drawsko) i do Bonina i Węgorzyna – odpowiednio ulicą Pocztową, Kraszewskiego, Strumykową lub Węgorzyńską przez las.
- XV – Miasto posiada ok. 15 ulic.
- od XV w. – Szkołę prowadził ludimagister, czyli magister szkoły.
- 1404 – Konflikt Borków z książętami Pomorza i świdwińskimi Krzyżakami. Odbudowany zamek w Łobzie obsadzili polską załogą.
- 23.08.1410 – Trzęsienie ziemi na Pomorzu.
- 1425/1426 – Zima bardzo łagodna. W grudniu kwiaty.
- 1460 – Otrzymanie własnego sądownictwa.
- 1468 – Pleban Świdwina Georgius Becker przedstawicielem biskupa kamieńskiego na dystrykt Łobez, Resko, Strzmiele i Świdwin.
- 1471 – Na Pomorzu Zach. wiosna w lutym, żniwa w czerwcu.
- 1473 – Wiosna w marcu. Wielkie upały. Wyschły zboża.
- 1490 – Pierwszy znany z nazwiska proboszcz łobeski – Matias Rychel.
- XVI w. Istniał Urząd Kata[22].
- od XVI – Wzniesiono szpital w Łobzie pw. św. Jerzego[22].
- 1523 – Borkowie jako panowie na Łobzie dostarczają księciu sprzęt wojenny w postaci 9 koni i uzbrojonych ludzi.
- 1534 – Na zjeździe w Trzebiatowie przyjęto protestantyzm (luteranizm) dla całego Pomorza
- po 1534 – Faustyna Borcke pozostawiła kościółek za murami miasta katolikom. Zburzony w 1537.
- 1551 – Protestanci nie pozwolili na odbudowę kościoła katolickiego w mieście (ostry konflikt).
- 1566 – Rozpoczęto brukować ulice w mieście.
- poł. XVI – Zbudowano nową wieżę (drewnianą) i ambonę w kościele.
- 1573 – Łobez na mapie Pomorza Zachodniego w atlasie Abrahama Orteliusa.
- 1585 – Wzmianka w dokumentach o istnieniu szubienicy w południowej części miasta na wzgórzu. Zlikwidowana przed XVII i postawiono tam wiatrak, który stał do drugiej połowy XIX w.
- 1588 – Daniel Winb, pierwszy znany pastor protestancki.
- 1598 – Majątek kościelny liczył 12 łanów gruntu od mieszczan (oddano w dzierżawę za 4 floreny od łana), 8 łanów od Otto von Borcke, i 10 spornych łanów. Bez spornych kościół posiadał 20 łanów to jest 1540 morgów pruskich co równa się 365 ha. Miasto miało wtedy 60 łanów, z dzierżawy których do kasy wpłynęło rocznie 248 florenów i 18 groszy.
- pocz. XVII – Powstało bractwo kurkowe.
- 1613 – Borkowie dostarczyli sprzęt wojenny dla księcia: 10 koni i uzbrojonych ludzi.
- 1620 – Działał w Łobzie browar na podzamczu.
- 1623 – Pożar miasta.
- 1623 – Borkowie dostarczyli księciu uzbrojonych 11 konnych.
- 1624-1625 – Na Pomorzu Zachodnim panuje zaraza. W Łobzie na pomór zmarła połowa mieszkańców miasta.
- 1627 – Wkroczenie wojsk cesarskich pod wodzą Wallensteina, spustoszenie miasta.
- 1628 – W mieście 37 domów i 61 bud.
- 1637 – Drugi pożar miasta podczas wojny trzydziestoletniej. Ogień zniszczył ratusz miejski, kościół gotycki i wiele domów. Zaledwie kilka domów ocalało.
- 1647 – Ochrzczono w Łobzie tylko 8 dzieci.
- 1648 Zawarty został pokój westfalski. Teren obecnego powiatu znalazł się pod panowaniem Brandenburgii.
- 1650 – W Łobzie były tylko 2 śluby.
- 1657 – Wojska Stefana Czarnieckiego w pogoni za Szwedami zajęły Węgorzyno i Łobez.
- 1657 – Pożar miasta.
- 1670 – Pożar zamku Borków w Łobzie. Podobno miał podziemne połączenie z kościołem.
- 1680 – Liczba mieszkańców wynosi 800 osób w tym 40 szewców, którzy wyrabiali słynne na całym Pomorzu kapcie (drewniano-skórzane) zwane „Schlurren”, stąd przydomek miasta „Schlurr Labs”. Święto cechowe w poniedziałek po św. Janie (24 czerwca). Pochód przez miasto z herbem cechu (duży drewniany but) i skrzynią cechową[23]].
- 1682 – W Łobzie było 13 szewców, jeden pastor i jeden kaznodzieja (później 2 kaznodziejów i jednego diakona), który 3 razy w tygodniu wygłaszał kazania, wyjaśniał Biblię i uczył śpiewu kościelnego.
- 1685 – Pożar miasta[24].
- 1693 - urodził się w Łobzie Franz Andreas von Borcke - późniejszy generał ( † 24 maja 1766 w Magdeburgu). Dowódca Pułku Piechoty nr 20 i dowódca twierdzy Magdeburg.
- XVIII w. – Istniała apteka w Łobzie.
- XVIII w. W mieście jest chirurg. Wcześniej był cyrulik.
- 1701 – Łobez i Pomorze Zachodnie w Królestwie Prus.
- 1705 – W Łobzie mieszkały dwie rodziny żydowskie. Były to: rodzina Marcusa Levina, który otrzymał przywilej 30 maja 1692 roku, oraz rodzina Eliasa Mosesa[25].
- 1705 – III pożar miasta. Spłonęło 33 domy. Po roku 1709 większość nowych domów była murowana.
- 1712 – Michał Zuther ufundował w kościele stalle magistrackie.
- 1712 – Egzekutorem był F. Ladewich.
- do 1724 – Łobez miał zwierzchność Borków (Borckische Kreis – powiat Borków), ale podlegał rejencji krajowej z siedzibą w Kołobrzegu, a potem w Stargardzie i od 1723 Komorze Wojenno-Skarbowej w Szczecinie.
- 1731 – Christian Schmidt – majster tkacki mieszka w Łobzie.
- 1732 – Starszym cechu kowali był majster Gottfried Gruenewald.
- 1740 – Łobez liczy 1191 mieszkańców.
- 1740-54 – W Łobzie było kilka procesów o czary.
- 1744 – Bractwo Kurkowe liczy 19 osób i ma 3 armaty.
- poł. XVIII w. – Dwudniowy Jarmark łobeski (czwartek i piątek) – 5 razy w roku, znany na Pomorzu (podobny zwyczaj przyjął Szczecin w roku 1788), pierwszy dzień handel bydłem, drugi dzień handel innymi towarami. Terminy: czwartek przed czwartą niedzielą Wielkiego Postu, w czwartek po św. Świętej Trójcy, 11 dni po Zielonych Świątkach, w czwartek przed św. Jakubem (25 lipca), w czwartek przed św. Michałem (29 września), w czwartek przed pierwszą niedzielą Adwentu (koniec listopada).
- poł. XVIII w. – Burmistrz wręcza nowym mieszkańcom (z uprzywilejowanych stanów np. rzemieślnicy, kupcy, posiadacze ziemscy itp.) dokument potwierdzający przyjęcie w poczet mieszkańców Łobza.
- 1753 – W łobzie mieszka jedna rodzina żydowska[25].
- 1758 – Dragoni Dubislawa Friedricha von Platena obrali Łobez jako miejsce spoczynku. Ci sami stoczyli bitwę pod Sarbinowem nad Wartą – Wojna siedmioletnia.
- 1758 – Łobez, Resko i Węgorzyno splądrowali Kozacy. Okupacja rosyjska.
- 1760 – Poza murami miasta powstaje przedmieście z 23 budynkami.
- 1760 – Miasto uzyskuje połączenie pocztowe ze Stargardem.
- 1762 – W mieście jest 15 aparatów do destylacji wódki.
- 1762 – Miasto ma 949 mieszkańców i z akcyz i podatków wpłynęło do kasy miasta 1317 talarów. Z tego do wyższej kasy podatkowej odprowadzono 964 talary.
- 1762 – Przy warsztatach tkackich pracuje 25 mistrzów i 9 czeladników przerabiając 13224 funtów wełny na 191 sztuk sukna i 406 sztuk cajgu (folusze nad rzeką).
- 1770 – Mieszkańcy uprawiają ziemniaki.
- 1774 – Leki można kupować tylko w aptece (mogła sprzedawać też inne materiały np. przyprawy do zup)
- 1775 – W mieście jest 17 aparatów do destylacji wódki.
- 1775 – 49 łobeskich tkaczy przerobiło 1716 funtów wełny.
- 1775 – W mieście trzymano: 113 koni, 17 wołów, 268 krów, 185 szt. bydła młodego, 213 owiec, 400 szt. trzody.
- 1782 – Łobez liczy 1160 mieszkańców (15 Żydów).
- 1782 – W mieście jest 220 domów, w tym 25 na przedmieściu i około 30 na przeciwległym brzegu rzeki Regi.
- 1782 – W mieście jest 1 aptekarz, 1 kupiec, 1 tokarz, 1 cieśla, 1 malarz, 1 kowal (podkuwacz koni i płatnerz), 2 siodlarzy, 2 ślusarzy, 2 szklarzy, 3 pantoflarzy, 4 stolarzy, 4 garncarzy, 6 piwowarów, 7 rzeźników, 8 krawców, 11 piekarzy, 12 gorzelanych i 13 szewców.
- 1784 – Miasto miało resztki murów obronnych.
- 1788 – W mieście trzymano: 20 koni, 46 wołów, 229 krów, 101 szt. bydła młodego, 225 szt. trzody.
- 1792 – Założono kuźnię miedzi wyrabiającą drobne przedmioty metalowe (manufaktura Puchsteina). Istniała do 1871, następnie młyn.
- 1792-1807 – Kompania wojska pruskiego wraz z rodzinami (115 żołnierzy) stacjonowała w mieście. Wybudowała szpital.
- 1794 – Łobez liczy 1339 mieszkańców (18 Żydów).
- 1797 – Założono cmentarz przy ulicy Wybickiego.
- 1798 – Miasto liczyło 1214 mieszkańców, w tym mężczyzn 617 i kobiet 597.
- koniec XVIII w. – Istniały w Łobzie cechy: szewski, kowalski, krawiecki, kołodziejski, stolarski i rzeźnicki.
- 1800 – W mieście mieszkał lekarz i 2 kupców. Wcześniej był tylko chirurg.
- XIX w. – Istniała księgarnia i dwie wypożyczalnie książek.
- XIX w. – Prochnow był lekarzem powiatowym.
- XIX w. – Blacharz Mitzela nadzorował i codziennie zapalał latarnie uliczne.
- XIX w. – Zegarmistrzami byli Weinberg i Gross.
- XIX w. – Ferdynand Matthias był garbarzem.
- XIX – Neumann był garncarzem.
- XIX – Zbudowano najstarszy (dziś zabytkowy) budynek ryglowy w mieście przy ul. Niepodległości.
- 1803 – Powstała manufaktura tekstylna.
- 1805 - Urodził się w Łobzie Ferdinand Albert Gustav Nemitz (ur. 10 września 1805, † 17 kwietnia 1886 w Stargardzie), niemiecki prawnik i członek Zgromadzenia Narodowego we Frankfurcie[26].
- 1806 – Okupacja napoleońska. W mieście są 4 szwadrony francuskich huzarów i XII francuski pułk kirasjerów[22].
- 1806 – Łobez i przyległe tereny w Prowincji Pomorskiej (Prov. Pommern).
- do 1807 – Sędzia sądu grodzkiego dojeżdżał z Nowogardu.
- 1808 – Miasto zostało samodzielną gminą miejską, bez wpływu Borków. Powstał powiat Borków (Borckische Kreis).
- 1810 – Wybudowano nowy most.
- 1812 – Łobez liczy 1797 mieszkańców (2 katolików, 38 żydów).
- 1814 – Miasto zamieszkuje 1800 osób.
- 1815 – Prusy podzielono na prowincje, które dzieliły się na rejencje, one zaś na powiaty. Siedzibą Prowincji Pomorskiej i Rejencji Szczecińskiej stał się Szczecin.
- od 1815 – Powiaty von Ostenów i von Borcków połączono i ustanowiono od 1.01.1818 powiat reski (Regenwalde Kreis). Obejmował też Płoty.
- 1816 – Łobez liczy 1939 mieszkańców (2 katolików, 62 żydów).
- 1818 – Powiat reski (Regenwalde Kreis) obejmował też Płoty.
- ok. 1819 – Miasto liczyło 1960 mieszkańców.
- 1820-1860 – Dużą część obszarów leśnych powiatu wykarczowano na pola uprawne.
- 1829-1831 – Przebudowa kościoła i budowa wieży (1830-1832)
- 1830-1868 – Odpływ młodych łobzian do miast i do Ameryki (ok. 5 tys.). Napływ polskich robotników rolnych.
- 1831 – Łobez liczy 3443 mieszkańców (7 katolików, 61 żydów) (inne źródła 2443 mieszkańców).
- 1836-38 – Pocztę prowadził Ziemann po Kutzkym.
- 1838 – Zaniechano pobierania opłat mostowych.
- 1838-43 – Stegemann – poborca podatkowy, prowadził pocztę.
- 1840 – Rozebrano ruiny zamku.
- 1840 – W Łobzie jest 90 Żydów, co stanowiło 3% całej ludności miasta.
- ok. 1840 – Założono towarzystwo gimnastyczne.
- 1841 – Krohn był konrektorem szkoły (zast. dyr. szkoły?).
- 1843 – Łobez liczy 3207 mieszkańców (7 katolików, 100 żydów).
- 1843 – Gruntowna przebudowa ołtarza w kościele.
- 1843 – Zbudowano synagogę w Łobzie.
- 1843-44 – Zbudowano drogę Łobez – Stargard.
- 1843-1851 – Placówką pocztową kierował Danz.
- od 1845 – Wychodziła gazeta powiatowa.
- 1845 – Poczta w Łobzie ma mapę w skali 1:100 000.
- 1847 – W Łobzie wydano przepis zakazujący palenia na ulicach i w pomieszczeniach gospodarczych.
- 1848 – Przekazano do użytku budynek szkoły przy ul. Szkolnej.
- 1848 – Sędzią grodzkim, radcą sądu powiatowego był Moellendorf.
- poł. XIX w. właścicielem rakarni położonej pod miastem był Leingaertner.
- II poł. XIX – Tibesius kaznodzieją.
- 1852 – Łobez liczy 3939 mieszkańców (6 katolików, 121 żydów).
- 1853 – Pobliskie majątki włączono do miasta.
- 1853 – Na zjeździe przedstawicieli „stanów powiatowych” przyjęto statut tworzący powiatową kasę oszczędnościową.
- 1854 – Zbudowano ratusz przy południowej części rynku.
- 1855 – Ulicom nadano nazwy.
- 1856 – Zastosowano oświetlenie ulic.
- 1856 – Władze miasta postanowiły uruchomić kopalnię torfu. Rozpoczęto kopać torf koło Regi „Grosser Wiese”.
- 1856 – Zbudowano drogę Łobez-Resko-Płoty.
- 1856 – urodził się w Łobzie Otto Puchstein (†1911) – znany niemiecki archeolog klasyczny i historyk architektury.
- 1856 – urodził się w Łobzie Felix Genzmer (†1929) – znany niemiecki architekt.
- 1858 – Zaplanowano wyprodukowanie 1 500 000 sztuk brykietów torfu.
- 1858-1859 – Budowa sądu według projektu powiatowego mistrza budowlanego Brockmanna.
- 1859 – Przez Łobez przejechał pierwszy pociąg parowy – w tym dniu uruchomiono bowiem linię kolejową ze Szczecina do Kołobrzegu.
- 1859 – Został między Magistratem a przedstawicielstwem kościoła ewangelickiego zawarty kontrakt, na mocy którego kościół odstąpił miastu (pod warunkiem nienaruszalności miejsc pochówku) teren dotychczasowego cmentarza w zamian za 10 – morgowy obszar należący do miasta wraz z wzniesionym na nim domem dla grabarza pod założenie nowego cmentarza.
- 1859 – Zbudowano sąd według projektu powiatowego mistrza budowlanego Brockmanna.
- ok. 1859 – Zbudowano dom ze studnią dla proboszcza. Zakupiono karawan pogrzebowy.
- 1860 – W związku z reorganizacją Rejencji Szczecińskiej miasto zostaje siedzibą powiatu Resko (Regenwalde Kreis).
- ok. 1860 – W mieście jest drukarnia książek i tu drukowany był dziennik urzędowy dla powiatu Resko.
- ok. 1860 – Zwłoki na cmentarz są wożone zakupionym przez miasto karawanem. Przedtem noszono na marach.
- 1861 – Łobez liczy 4756 mieszkańców (10 katolików, 167 żydów, 3 ateistów).
- 1861-1872 – Pastorem jest Adolf Pompe.
- 1861 – Założono męski związek gimnastyczny, pierwszy klub sportowy w powiecie. Liczył 18 osób.
- 1862 – Burmistrz Schuetz założył stowarzyszenie przyjaciół ludzi.
- 1862 – Współzałożycielem stowarzyszenia przyjaciół ludzi był nadkaznodzieja Pompe. Prowadzono zakład wychowawczy dla zaniedbanych chłopców przy ul. Browarnej. Inskrypcja na domu była jeszcze widoczna ok. 1980 roku.
- 1864 – Miasto miało 5094 mieszkańców.
- 1864 – Zamknięto cukrownię (inna data 1870).
- 1866 – Panowała cholera, dużo osób zmarło.
- ok. 1866 – Istniała szkoła żydowska.
- ok. 1867 – Zbudowano bożnicę (synagogę).
- 1867 – W mieście było 4834 mieszkańców, w tym 4648 ewangelików, 175 wyznania mojżeszowego i 11 wyznania rzymskokatolickiego.
- 1867 – Heinholtz utworzył szkołę rodzinną.
- 1867 – Społeczność żydowska w mieście liczyła 175 osób (3,5% całej ludności miasta[27].
- 1869 – Odnowiono kościół.
- 1869 – Karolina Wilhelmina Richter założyła szkołę dla dziewcząt z wykształconych rodzin urzędniczych i mieszczańskich.
- 1869 – Władze miejskie wprowadziły podatek od psów. Było ich w mieście 271.
- od 1869 – Działa Berlińskie Towarzystwo Ubezpieczeń na Życie.
- 1870 – Bractwo kurkowe posiada strzelnicę pod górą Heinholtz (za cmentarzem).
- 1871 – Społeczność żydowska liczy 138 osób[28].
- 1871-1875 – A. Schluter właścicielem browaru.
- 1871-1896 – H. Braun miał drugi browar w mieście.
- 1876 – Urodził się w Łobzie Walter Goehtz (†1946) – burmistrz Płot i Gryfic.
- 1876 – Juliusz Schluetter – założyciel i pierwszy dyrektor stada ogierów.
- 1880 – Starosta Loeper miał biuro przy ul. Pocztowej.
- 1880 – Czynny był tartak parowy i stolarnia.
- 1880 – W byłej fabryce cukru (elektrowni?) E. Heinrichsfelde uruchomił zakład produkcji krzeseł.
- 1880 – Istniał zakład przerobu kości na mączkę klejową i żelatynę Augusta Konnemanna przy ul. Pocztowej.
- 1880 – Miał 4800 mieszkańców, głównie ewangelików, rzymskich katolików było 100, wyznania mojżeszowego ok. 160 osób.
- 1880 – Hermann Wolff miał młyn nad Łoźnicą. Mieszkał przy ul. Kraszewskiego.
- 1880 – Kupiec August Zuelisdorff był właścicielem nieruchomości przy rynku.
- 1880 – Za mostem, po lewej stronie ul. Pocztowej mieszkał kupiec Prochnow.
- 1880 – Kupcem był Eduard Muellerheim.
- 1880 – Carl Eichel był mistrzem stolarskim przy ul. Kraszewskiego
- 1880 – Albert Rahmlow miał gospodę po prawej stronie późniejszej ulicy Pocztowej, za mostem.
- 1880 – Było 38 mistrzów szewskich.
- 1880 – Heinrich Falk miał dom i piekarnię po prawej stronie ul. Pocztowej za mostem na Redze.
- 1880 – Kupiec Johannes Ebert – sprzęt rolniczy i ogrodniczy.
- 1880 – Albert Kohls miał cukiernię przy rynku.
- 1880 – Handlarz trzodą, Franz Jorchen, zakupił grunt i pobudował się przy ul. Kraszewskiego.
- 1880 – Wolffbumpert, kupiec, członek Zarządu Mniejszości Żydowskiej.
- 1880 – Listonoszem jest Friebranz.
- 1880 – Lewin, handlarz końmi, mieszkał za Regą po lewej stronie późniejszej ul. Pocztowej.
- 1880 – W rynku miał swoją własność kupiec Herman Leitzow.
- 1880 – Kupiec, członek Zarządu Mniejszości Żydowskiej, Wiktor Kronheim.
- 1880 – Kupiec Sigmunt Majer był członkiem Zarządu Mniejszości Żydowskiej.
- 1880 – Przy rynku mieszkał kupiec Israel Meyer.
- 1880 – Juliusz Manke, handlarz trzody chlewnej, kupił grunt i zbudował dom przy ul. Kraszewskiego.
- 1880 – Julius Jackob był kupcem.
- 1880 – Herman Mathias miał garbarnię.
- 1880 – Julius Otto, pracownik poczty.
- 1880 – Funkcję stróża nocnego pełnił Heinrich Padvock.
- 1880 – Ludwig Perlitz miał hotel przy późniejszej ulicy Pocztowej oraz nieruchomość przy rynku.
- 1880 – Mistrz farbiarski Pollnow pracował przy późniejszej ulicy Pocztowej nad Regą.
- 1880 – Heinrich Puchstein miał kuźnię miedzi.
- ok. 1880 – August Schwarz, właściciel młyna (wiatrak), mieszkał przy ul. Kościuszki.
- ok. 1880 – Kruger, właściciel młyna po Auguście Schwarz.
- 1885 – Miasto ma 5225 mieszkańców.
- 1886 – Wydawana była gazeta powiatowa „Kreis Blatt”.
- 1890 – Stado koni liczy 200 ogierów.
- 1890 – Powiększono cmentarz przy późniejszej ul. Wojska Polskiego.
- od 1890 – von A. Straube (i syn) drukował prasę i wydawnictwa.
- 1894 – P. Wilkens właścicielem browaru po A. Schluterze.
- 1896 – Budowa linii wąskotorowej Dobra-Mieszewo-Łobez (28 km).
- 1898 – Uruchomiono krochmalnię.
- 1898 – Właścicielem browaru był Emisch, wcześniej – Wilkens.
- 1900-1905 – A. Straube drukował pismo lekarskie wychodzące dwa razy w roku.
- I poł XX w. – Popularność w Niemczech zyskały sobie łobeskie płatki owsiane firmy „Pomerania Haferflocken”.
- pocz. XX w. – w kościele usunięto organy.
- 1901 – „Kreis Zeitung” – gazeta, wydawana jest w Łobzie.
- około 1902 – Zbudowano rzeźnię.
- 1903 – W krochmalni założono instalację do produkcji 14,4 ton na dobę.
- 1903 – W mieście było 105 Żydów, skupionych w 28 gospodarstwach[27].
- ok. 1902 – Zbudowano rzeźnię.
- 1903 – Budżet gminy opiewał na sumę 1693 marek[27].
- 1906 – Świętoborzec – Louis Puchstein sprzedał kuźnię miedzi.
- 1908 – Właścicielem browaru jesr W. Ackermann.
- ok. 1908 – zbudowano szpital (ul. Wojska Polskiego).
- 1909 – A. Straube drukował miesięcznik „Evangelische Rundschau für Pommern”.
- 1910-18 – Landratem był Norman, po nim został Herbert Bismarck.
- 09 III 1911 – Zmarł w Berlinie Otto Puchstein – wielki archeolog, twórca Muzeum Pergamonu. Pochowany w Łobzie.
- 09 VII 1911 – Odsłonięto pomnik Cesarza Wilhelma.
- 1912 – Miasto liczy 5179 (źródła niem. 5098) mieszkańców.
- 1912-14 – Budowa budynku Starostwa przy ulicy Niepodległości 13.
- od 1914 – A. Straube drukował okazjonalne pismo z prawa i statystyki „Blatter fuer Schulrecht und Schulstatistik”.
- 1914-1920 – Podczas wojny budynek Starostwa przekazano na szpital.
- 1914-1920 – Luise Siegwardt – właścicielką browaru.
- 1918 – Młyn miał Franz Puchstein.
- od 1920 – Budynek przy Niepodległości przejął Starosta.
- 1920-1932 – Richard Sigwardt – właściciel browaru.
- 1920 – A. Straube wydał mapę powiatu „Karte des Kreises Regenwalde” w skali 1:100.000.
- 1921 – Maria Bismarck opracowała „Szopkę Łobeską” grywaną do wojny.
- 1921 – Bogislav Hardt reaktywował działalność towarzystwa gimnastycznego.
- 1921 REKOWO – Właściciel Urlich Borcke przekazał do Łobza duży głaz na pomnik F. L. Jahna.
- 1921 – Na polanie za cmentarzem ustawiono pomnik – głaz Friedricha Ludwiga Jahna, prekursora gimnastyki.
- 1922 – Ernst Zernickow wydał w języku niemieckim „Historię miasta Łobez na Pomorzu”.
- 1922 – Rozpoczęto budowę pomnika Rolanda.
- 1922 – Było 1096 bezrobotnych.
- 1924 – Porucznik Schultze sprawował pieczę nad całością budowy wzgórza pamięci.
- 1924 - Otto Knoop wydaje w drukarni Straube spisane łobeskie legendy i anegdoty (Sagen, Erzählungen und Schwänke).
- 1925 – Spis ludności wykazał w powiecie 159 Żydów, z tego 43 w Łobzie, 72 w Resku, 18 w Płotach i 15 w Węgorzynie. Miasto Łobez miało mieszkańców w roku 1925 - 6088, z czego 2899 mężczyzn (47,6%) i 3189 kobiet (52,4%). Ludności miasta mieszkała w 1590 gospodarstw domowych (3,8 mieszkańców w gospodarstwie domowym i 2,5 gospodarstw domowych na dom). W Łobzie jest 5982 protestantów (98,3%), 42 katolików (0,7%) i 43 Żydów (0,7%). Ponadto 6 mieszkańców było ateistami. (Dla pozostałych 15 mieszkańców, nie ma informacji na temat nazwy.)[29].
- 1 VIII 1926 – Uroczyste odsłonięcie pomnika chwały (pomnika Rolanda) przedstawiającego rycerza na cokole oraz 7 kolumn. Projekt berlińskiego architekta Hansa Dammanna wykonała pracownia Fritza Richtera-Elsnera. Na odsłonięcie przybył prezydent Republiki Weimarskiej– Paul von Beneckendorff Hindenburg (siedem kolumn przedstawiało 208 nazwisk, były 4 tarasy wzgórza).
- 1926 – A Straube wydawał gazetę „Der Kreiszeitung in Labes”.
- 1926 – Alex Schreiber – fotograf.
- 1927 – Ukazał się drukiem „Heimatkallender Kreis Regenwalde”.
- Około 1927 – W mieście były dwa kościoły protestanckie. Z planu miasta z lat 30. wynika, że ten drugi kościół to obecna kaplica cmentarna.
- 1927-1928 – Dyrektorem szkoły był Hermann.
- 1927-1930 – Heinrich Schlet – pastor przed Harderem.
- 1928 – Odsłonięto obelisk teoretyka gimnastyki Friedricha Ludwiga Jahna (p. 1921?).
- ok. 1928 – Zbudowano halę sportową przy Niepodległości, róg Segala.
- do 1930 – Pastorem ewangelickim był Heinrich Schliep.
- 1930 – Wilhelm Taebe (Take) – dyrektor szkoły.
- ok. 1930 – Zbudowano most na późniejszej ulicy Pocztowej.
- od 1930 – Pastorem był Paulus Harder, zam. Browarna 13.
- 1931 – Wytwórnia filmowa nakręciła 12-minutowy film o pomniku Rolanda. Wytwórnia: Puchstein-Koenigsberg.
- po 1931 – Przekomponowano otoczenie pomnika Rolanda przez dołączenie min. tablicy poświęconej A. Hitlerowi.
- ok. 1933 – Zbudowano budynki przy późniejszej ulicy Armii Krajowej.
- od 1932 – Robert Siegwardt – właściciel browaru.
- 19 XI 1933 – Adolf Hitler został uznany honorowym obywatelem miasta Łobez.
- ok. 1934 – Budynek szpitala adaptowano na „dom partii”.
- 1934 – Krochmalnia wzorowym zakładem Pomorza (płatki ziemniaczane „Elephant”).
- 1933-1937 – Zbudowano 3 mosty na Redze.
- ok. 1935 – Zabudowano ulicę Krasickiego i Dubois.
- ok. 1935 Zbudowano domki na Nowym Osiedlu.
- ok. 1936 – Zbudowano domy przy ul. Podgórnej.
- 1938 – 1945 – Powiat Resko i Gryfice z Rejencji Szczecińskiej włączono do Koszalińskiej.
- 30 VII 1938 – Ministerstwo Spraw Wewnętrznych zatwierdziło projekt herbu Powiatu Łobeskiego.
- 1938 - Alfred Rowe Schulrat w gimnazjum[30]
- 1939 – Miasto liczy ok. 7300 (7322, 7310) mieszkańców. Powiat Łobez miał 49 668 osób, z tego w miastach 19 224 osób.
- 1940 – Wiosną powódź w dorzeczu Regi.
- 1943 – Do miasta przeniesione zostały urzędy (np. kuratorium oświaty) i umieszczone dzieci z bombardowanych miast Niemiec.
- 1944 W zamachu na życie A. Hitlera i w spisku brało udział dwóch z rodu Borków, za co zostali rozstrzelani.
- 12 XII 1944 Gauleiter w prowincji pomorskiej, Franz Schwede Coburg wydał kierownikom partyjnym wszystkich podległych sobie powiatów polecenie przygotowania do całkowitej ewakuacji ludności i jej dobytku w bezpieczne rejony III Rzeszy.
- 1944/1945 – Nadzwyczaj surowa zima.
- przed 1945 – Erhard Zaenkert prowadził dom mody.
- przed 1945 – Kierownikiem obozu pracy przy Wojska Polskiego był Alfred Huber.
- przed 1945 – Firma Augusta Gralla miała handlowy dom tekstylny.
- przed 1945 – Nauczycielką była Gertruda Grosse,
- przed 1945 – P. Wierow prowadził sklep z wyrobami żelaznymi.
- do 1945 – W. Strauss poprowadził kawiarenkę i cukiernię na rogu Mickiewicza i Kościelnej.
- przed 1945 – Istniał obóz pracy, kierownik Rauss, po A. Huberze.
- przed 1945 – E. Raabe miał wytwórnię obuwia drewnianego.
- przed 1945 – Pierwszym kierownikiem krochmalni był E. Mields.
- przed 1945 – Miasto miało 2 kina – ul. Przyrzeczna (sala gimnastyczna gimnazjum) i ul. Niepodległości – kino „Rega”.
- 01.1945 – Przestał kursować przez Łobez pociąg Szczecin-Koszalin-Gdańsk--Królewiec.
- 26.01.1945 Władze hitlerowskie wydały rozkaz ewakuacji ludności z Pomorza Zachodniego.
- przed 1945 – Gustaw Adolf Reinhard Pompe był pastorem.
- do ok. 03.1945 – Wilhelm Pagel był właścicielem kaszarni przy ul. Budowlanej, telefon nr 280.
- 03.1945 – Burmistrz Teofil Fiutowski mianował na komendanta MO Stanisława Kowalika.
- 1945 – Burmistrz Hakelberg uciekając przed Rosjanami na zachód podczas przejazdu przez Chociwel zastrzelił się.
- do 03.1945 – Budynek nadleśnictwa stanowił mieszkanie lekarza.
- 1-2.03.1945 – Rosyjskie oddziały pancerne podeszły pod miasto.
- 2.03.1945 – Nocą koniuszy Johannes Althaus ze stadem 350 koni i źrebiąt ruszył na zachód. W Konarzewie k. Nowogardu zatrzymani przez Rosjan. Althaus zm. 3.03.1945.
- 3.03.1945 – miasto nosi jeszcze nazwę Labes.
- 3.03.1945 – Zastrzelony został przez żołnierzy Armii Czerwonej pastor Paulus Harder.
- 03.1945 – Spalono kościół.
- 03.1945 – Kapitan Armii Czerwonej uczestniczył w przekazaniu władzy przez burmistrza niemieckiego Teofilowi Fiutowskiemu.
- 6.03.1945 – Zginął por. Aleksander Segal, zastępca dowódcy ds. polityczno-wychowawczych 6 brygady Artylerii Lekkiej.
- 6.03.1945 – Świętoborzec (Stadniki) – w potyczce z Niemcami ranny Chmielewski – komisarz Armii Czerwonej.
- 03.1945 – w walkach o miasto i okolice uczestniczył Stefan Somla i opracował wspomnienia.
- 14.03.1945 – Rada Ministrów Rządu Tymczasowego powołała tzw. Okręg Pomorza Zachodniego (odpowiednik województwa) oraz obwody, w tym Obwód Ławiczka (Resko).
- 15.04.1945 – Pierwsze zebranie PPR w budynku starostwa.
- 1945 – W krochmalni istniały 3 kominy.
- 8.05.1945–9.05.1946 – Leopold Płachecki Pełnomocnikiem Rządu na Obwód Ławiczka.
- 30.05.1945 – oficjalne przejęcie powiatu łobeskiego (wówczas zwanego Obwodem Ławiczka) przez Pełnomocnika Rządu RP – Leopolda Płacheckiego.
- 8.05.1945 Koniec II wojny światowej.
- ok. 05.1945 – przy Browarnej Gdyrzyński uruchomił zakład fryzjerski.
- ok. 05.1945 – Przy ul. Niepodległości Adam Jegier uruchomił zakład fryzjerski.
- ok. 05.1945 – Uruchomiono aptekę.
- 1945 – Założono izbę chorych, ul. Lipowa.
- ok. 05.1945 – Józef Bartnik uruchomił przy Kraszewskiego 32 zakład szewski.
- ok. 05.1945 – Utworzono mały szpital przy Lipowej. Pracuje tam Wera Brasin i Genia Gujska.
- od 1.06.1945 – Stefan Nowak – Burmistrz miasta.
- 14.06.1945 – Zygmunt Butkiewicz przejmuje stację PKP Łobez od Rosjanina Orłowa.
- 06.1945-02.1946 – Władze Okręgu, później wojewódzkie, znajdowały się w Koszalinie.
- 06.1945 – Funkcjonariusz Komendy Powiatowej MO, Bronisław Majewski, wciągnięty w zasadzkę i zamordowany.
- 4.07.1945 – Uruchomienie UPT przez Franciszka Błocińskiego.
- 12.07.1945-12.1946 – Pierwszym lekarzem powiatowym skierowanym przez Urząd Pełnomocnika Rządu został dr Zbigniew Jakubiszyn.
- 14.07.1945 – Zebranie założycielskie PPS, przewodniczący Benedykt Jagla.
- 22.07.1945 – Dokonano podziału Obwodu Ławiczka na 11 gmin. Rozegrano mecz piłkarski reprezentacja miasta kontra Armia Czerwona – wynik 0:6. Kibicował Polakom burmistrz Stefan Nowak.
- ok. 07.1945 – założono organizację PSL.
- 7.08.1945 – Przejęcie krochmalni od radzieckich władz wojskowych.
- 9.08.1945 – Leopold (Leonard?) Tarnowski organizator skupów PSS.
- 10.08.1945-12.1946 Burmistrzem Feliks Mielczarek.
- 11.08.1945 – miasto podzielono na 10 dzielnic. Każda dzielnica ma Niemca – dzielnicowego. Wszyscy Niemcy zdolni do pracy w wieku 12-65 lat pracują w godz. 7-12 i 13-18 na potrzeby Komendanta Wojennego, kolei i do uporządkowania miasta. Ludności polskiej jest 160 osób, ludności niemieckiej 1550. Kartki na chleb: Polacy po 600 g., Niemcy pracujący 300 g., niepracujący 150 g. Na terenie miasta czynny jeden młyn wodny, a od 12.08.1945 ma działać piekarnia miejska. Prąd z Drawska, ma być z małej elektrowni wodnej. Gazownia i wodociągi zniszczone. Miasto zniszczone w 45%.
- 12.08.1945 – Pierwszy lekarz powiatowy Zbigniew Jakubiszyn przed S. Gnoińskim (inna data przybycia 12.07.1945).
- 14.08.1945 – Powołano Michała Woropajewa do zorganizowania Powszechnej Szkoły Publicznej (obecnie SP1).
- 08.1945 – Henryk Okopiński inspektorem szkolnym.
- 08.1945 – Rozgrywano już towarzyskie spotkania piłkarskie.
- 1.09.1945-31.08.1946 – Stefan Tuz, dyrektorem Państwowego Gimnazjum i Liceum.
- od 1.09.1945 – Jadwiga Pałczyńska nauczycielką Szkoły Powszechnej.
- 1.09.1945 – W powiecie mieszkało 15 980 osób.
- 1.09.1945--28.06.1946 -Ignacy Łepkowski, nauczyciel LO, późniejszy burmistrz.
- 13.09.1945 – Rozpoczęcie pracy w Szkole Powszechnej przy Bema. Maria Mielczarek była nauczycielką i prowadziła sekretariat.
- 17.09.1945 – Rozpoczęło naukę Państwowe Gimnazjum, 107 uczniów: 1 kl. – 42, 2 kl. – 38, 3 kl. – 19, 4 kl. – 8 uczniów.
- 27.09.1945 – Założono komórkę PPR przy Komendzie MO: 4 funkcjonariuszy; sekretarzem Koczewski i on został wybrany na delegata do Warszawy.
- ok. 09.1945 – Powstała Spółdzielnia Rolniczo-Handlowa „Rolnik”.
- 1945 – Pierwszą mszę świętą odprawił ksiądz z Reska.
- 15.10.1945–28.08.1948 – Franciszek Pochwała, pierwszy ksiądz.
- paźdz. 1945 – W obwodzie Ławiczka jest 8287 Niemców, 194 osoby innej narodowości (Jugosłowian, Litwinów, Estończyków, Łotyszów i Rosjan). W Łobzie mieszka 5885 Niemców. Z ogólnej liczby 144 zakładów w obwodzie 21 zakładów całkowicie zniszczonych.
- paźdz. 1945 – Na teren obwodu przybyło 230 rodzin z woj. tarnopolskiego, 82 rodziny z woj. wileńskiego i 1015 rodzin z woj. centralnych.
- paźdz. 1945 – Obowiązki komendanta milicji tymczasowo pełni Woźniak, będący kierownikiem Urzędu Bezpieczeństwa Publicznego. Zwerbowano 160 milicjantów.
- ok. 10.1945 – W nieczynnej cegielni urządzono punkt skupu szmat, makulatury i szkła.
- 1.11.1945 – Ks. Franciszek Pochwała poświęcił kościół, ul. Przyrzeczna (dziś sala gimnastyczna).
- 11.1945 – Powstaje przedszkole przy Bieruta.
- 12.1945 – Powstaje komitet miejski PPR.
- 12.1945 – Janusz W.(nazwisko nie jest znane), administrator szpitala.
- 12.1945 – – Przy Lipowej czynne była izba chorych na 6 łóżek.
- ok. 12.1945 – Zorganizowano szpital na 60 łóżek przy ul. Pocztowej 17, do lutego 1947.
- 31.12.1945 – W powiecie wystąpiło 130 przypadków duru brzusznego.
- koniec 1945 – W powiecie było 250 członków PPR.
- 1945 – Zaraz po wojnie jedyny lekarz w mieście był Niemcem.
- ok. 12.1945 – Przybyła lekarz, jako pierwsza i jedyna w mieście przez ok. 10 lat Nina Boguszewska (Bogusz-Boguszewska Dabrysowa).
- od 1945 – Edward Witasiak prowadził piekarnię „Poznańska” przy Kościuszki.
- 1945 – Smoliński uruchomił piekarnię przy ul. Niepodległości 5.
- od 1945 – Stanisław Przyłuski – kierownik Stacji Traktorów i Maszyn Rolniczych.
- 1945-1955 – Szymon Grzelak wraz z synem Henrykiem oraz zięciami Janem Staszewskim i Zygmuntem Kieszkiem zajmowai się transportem konnym.
- ok. 1945 – Stefan Lipiński – naczelnik UPT.
- ok. 1945-10.04.1949 – Zorganizował i prowadził aptekę Jan Kurczewski.
- 1945 – Jerzy Wałkowski był kierownikiem grupy operacyjnej zajmującej się dostawą energii elektrycznej do miasta.
- 1945 – Organizatorką internatu przy ul. Niepodległości była Ludwika Krawczyk.
- 01.1946 – Powstaje Społeczno-Obywatelska Liga Kobiet.
- 01.1946 – Z powiatu wyjeżdża duża grupa Niemców.
- 14.02.1946 r. Spis ludności – na terenie powiatu jest 22 699 mieszkańców w tym 4939 mężczyzn. Niemców jest 9773 osoby.
- 02.1946 - Łobez ma 2064 mieszkańców (Polaków).
- 06.1946 - Komendant Milicji meldował swojemu przełożonemu, że „Melduję ob. Komendantowi, że w m. Łobez wyprowadzające się wojska radzieckie wyłamują podłogi i ramy okien zostawiając mieszkania nie nadające się do użytku”[31].
- 1946-47 Z powiatu łobeskiego przesiedlono 10 905 Niemców.
- 07.1946 – Powstaje Powiatowa Biblioteka Publiczna.
- 1946 - Powstaje orkiestra dęta w Łobzie. Jej pomysłodawcą i założycielem był Stanisław Kukułka ówczesny Komendant Ochotniczej Straży Pożarnej. kapelmistrz - Mikołaj Słodziński[32].
- 01.1948 –Burmistrzem zostaje Tadeusz Klimski po Władysławie Śmiełowskim i po Feliksie Mielczarku.
- 04.1948 – Burmistrzem zostaje Ignacy Łepkowski.
- 1948 – Starostą zostaje Bronisław Misztal po Leopoldzie Płacheckim.
- 1948 – Uruchomiono drukarnię.
- 1948 – Kopkowski  I sekretarzem.
- 06.04.1949 – I. Łepkowski burmistrzem po T. Klimskim.
- Od 17.05.1949 – I. Krzemiński vice burmistrzem po T. Pestlepie.
- 1949 – Pierwsza msza w odbudowanym przez księdza Farona  kościele.
- 1949-50 – Lucjan Sokólski - starostą.
- 1950 – Pierwsza sesja Powiatowej Rady Narodowej po reorganizacji administracji.
- 1950 – Po reorganizacji administracji burmistrz Ignacy Łepkowski zostaje zastępcą przewodniczącego MRN.
- 1950 – 1 maja świętem państwowym – ustawa sejmowa.
- 17.06.1951 – Poświęcono dzwony w kościele.
- 1951 - Henryk Stefanik przewodniczącym prezydium Powiatowej Rady Narodowej w Łobzie[33].
- 1951 – Władysław Machoński organizuje klub ,,Spójnia,, - trener i działacz kolarski.
- 1951 – Powołano powiatowe pogotowie ratunkowe.
- 1951 – Zorganizowano POM.
- 01.06.1951 – Erygowanie parafii – dekret Kurii w Gorzowie Wielkopolskim.
- 1952 – Powstaje hotel miejski w budynku byłego internatu.
- 1952 – Zaczyna wychodzić Głos Łobeski nr 2 cena 10 groszy, nakład 2 egz.
- 1953 – Zniesiono kartki żywnościowe i podniesiono ceny.
- 1953 – Wojciech Zbanyszek mistrzem Polski - jeździectwo.
- 1954 – Satyrycy z Poznania (Jerzy Ofierski, Józef Dietl, Gryglewski) - ,,Na swojską nutę,,
- 1954 - Marek Roszczynialski dyrektorem Stadniny Ogierów w Łobzie w latach 1954-1966.
- 1955 – Mistrzostwa wojewódzkie w boksie.
- 1955 – Miasto ma 67 lamp ulicznych.
- 1955 - Powstaje Powiatowy Dom Kultury
- 1957 – Z powiatu Łobez wyłączono Płoty do powiatu Gryfice i Zagozd do Drawska Pom.
- 1958 – W powiecie jest 5 telewizorów.
- 1958 – Utworzono OHP.
- 1958- po tragicznej śmierci dziewięcioletniej Irminy Staszewskiej burmistrz Ignacy Łebkowski wraz z radnymi podjęli decyzję o organizowaniu placów zabaw dla dzieci.
- 1959 – Ks. Jan Kupczak przejmuje parafie od ks. Feliksa Kaczmarka.
- 1959 – J. Czosnyka organizuje ogólnopolski zjazd entuzjastów turystyki.
- 1960 – Otwarcie klubu młodzieżowego Pigmej
- 1960 – Liceum przeniesiono do nowego budynku przy Bieruta. Stary budynek jest szkołą SP3.
- 1960 – W mieście jest 48 sklepów, 16 kiosków i 7 zakładów gastronomicznych.
- 1960 – Łaźnia miejska miała 6 wanien i 9 natrysków.
- 1960 – W powiecie było 3 abonentów telewizyjnych, 2 na wsi.
- Od ok. 1960 – Edward Witasiak wybudował piekarnię
- 1961 – Otwarcie stacji paliw przy Armii Czerwonej róg Bema.
- 1961 – Ceny na targowisku: jaja 1,90 zł/szt., ziemniaki 1,50 zł/kg, mięso wieprzowe 32 zł/kg, pszenica 350 zł/kg, żyto 220 zł/kg.
- 1961 – Warszawski Kabaret  Satyryków „Nowa Pineska” wystąpił z programem „Remont kapitalny” - Rena Rolska, Jan Święć, Zbigniew Kancler.
- 1962 – Łobez ma 6612 mieszkańców.
- 1962 – Naukę w podstawówkach wydłużono do 8 lat.
- 1962 – Kopia obrazu Matki Boskiej Częstochowskiej w Łobzie.
- 1963 – Założono klub sportowy Światowid. Wcześniej istniały kluby, Gwardia 1945-54, Traktory 1946-48, Budowlani 1951-53, Mechanik 1951-53, LZS POM 1953-58, Spójnia 1954-58, Rega 1958-60, Sparta 1960-63.
- 1963 – Oddano dworzec PKP (budowa 1962-3).
- 1963 – Operetka z Bydgoszczy wystawia „Życie Paryskie” Offenbacha.
- 1963-2004 – Dyrektorem SP3, potem gimnazjum był Antoni Gutkowski.
- 22.05.1964 – Ukazał się 10-ty numer Ziemi Łobeskiej.
- 1964 – II uliczny wyścig kolarski im. Władysława Machońskiego.
- 1964 – Oddano stadion przy ul. Siewnej (budowa 1962-4.)
- 1964 – Zmiana pisowni nazwy miasta (w Łobezie na w Łobzie), wymiana szyldów i tablic – decyzja Prezydium WRN Szczecin.
- 1964-93 – Kapelmistrzem orkiestry był Lesław Buczek.
- 1965 – Pryszczyca w powiecie.
- 1965 – Znaczne opady śniegu – 2 tygodnie nie kursują autobusy  i wąskotorówka.
- 1965 – Umiera były proboszcz, emeryt Władysław Faron.
- 1965 – Pożar restauracji Klubowa przy ul. Bieruta 42.
- 1965 – Zorganizowano punkt krwiodawstwa
- 02.1966 – Anna Soroko była posłanką na Sejm.
- 02.1966 – Włodzimierz Rdzak – starszy cechu.
- 23.12.1966 – Zmarł Ignacy Łepkowski, burmistrz.
- przed 1967 – Stefan Kamforowski zbudował pawilon fryzjerski.
- 1967 – Oddano do użytku szkołę SP 2.
- 1967 – Oddano ogródek ruchu drogowego.
- 1967 – Zlikwidowano szkołę podstawową dla pracujących.
- 1967 – Andrzej Słaby został akademickim mistrzem Polski w biegu na 100m.
- 1968 – Wystawa prac Zygmunta Skrętowicza.
- 1968  - Odsłonicie pomnika projektu M. Waltera przy Wybickiego.
- 1968 – Proboszczem zostaje ks. Stefan Kałużny
- 1968 – Na sesji PRN odwołano Edwarda Krasińskiego i powołano na przewodniczącego Franciszka Warsińskiego z Pyrzyc.
- 05.1969 – Uruchomiono telewizyjną stację przekaźnikową.
- 08.1969 – Mieczysława Ćwiklińska wystąpiła w Łobzie w sztuce „Drzewa umierają stojąc”
- 1969 – Uruchomiono wodociągi.
- 1969 – Wystawa prac Zygmunta Skrętowicza.
- 1969 – Uruchomiono strzelnicę.
- 1969 – Znaczek z rzeźbą Zygmunta Skrętowicza za 7,50 zł w serii „Ludowi twórcy”
- 1969 – Powstał nowy, drugi zakład fotograficzny Mikołajczyka.
- 05.1970 – PZPR w powiecie liczy 2934 członków.
- 8.12.1970 – Powiat ma 32 658 mieszkańców.
- 12.12.1970 – Władza ogłasza podwyżkę.
- 1970-86 – Dyrektorem LO był Wojciech Bajerowicz.
- 9.05.1970 – Wychodzi jednodniówka Głos Łobeski.
- 11.1970 – Otwarcie restauracji Kosmos.
- 1970 – Wystawa rzeźb Zygmunta Skrętowicza i Stanisława Roślika.
- 1970 – Wystawa grafiki, papeterii i ekslibrisu  Wandy Tomaszwskiej.
- 1970 – Nowa automatyczna centrala telefoniczna.
- 1970 – Miasto ma 7355 mieszkańców.
- 1970 – Można kupić gaz w butli.
- 1970 – Władysław Pańka Czesław Modrzejewski wyróżnieni w konkursie „Dzieje Szczecińskich Rodzin”.
- 1970-5 – Było technikum i liceum ekonomiczne.
- 1971 – Wybudowano dworzec PKS.
- ok. 1971 – Otwarcie nowego budynku Powiatowego Domu Kultury.
- 1971-3 – Zbudowano bazę GS przy ul. Półnonej.
- 1972 – Łobez w diecezji szczecińsko-kamieńskiej – erygował Paweł VI.
- 1972 – Telewizyjny Turniej Miast Łobez – Kamień Pomorski.
- 1972-5 – Rozbudowa SP 1 w trakcie której natrafiono na XVI w. dębowe rury (otulina) doprowadzające wodę do miasta.
- 1973 – Nowy rozkład jazdy autobusów i pociągów – 47 autobusów i 22 pociągi.
- 1974 – Podwyższenie wieży kościoła.
- 1975 – Zorganizowano pracownicze ogródki działkowe przy Wojska Polskiego i Dalnie.
- 1979 – Tomasz Hopfer w SP 1 wręcza nagrodę 25 tys. zł za propagowanie ,,Biegu po zdrowie,,.
- 1979 – Działa wytwórnia pasz i elewator PZZ.
- 1980 - Wacław Zaleski przez kolejne 14 lat działał w Ludowym Klubie Jeździeckim „Hubal” i trenował młodych adeptów jeździectwa.
- 1985 – Juniorzy Światowida w lidze międzywojewódzkiej.
- 1986 – Elektryfikacja linii kolejowej.
- 09.1987 – Pogrzeb pisarza Ryszarda Dżamana.
- 1987 – Odsłonięcie pomnika w Świętoborcu miejsce głazu.
- 31.12.1990 – Miasto zamieszkuje 10 953 mieszkańców.
- 1991 – Światowid awansował do III ligi - seniorzy.
- 1991 – Rozpoczęto wydawanie miesięcznika Łobeziak.
- 1993 – Doprowadzenie gazu do miasta.
- 1993 - 2006 Bogumił Winiarski dyrygentem orkiestry (oraz 2007-8)[34]
- 21.07.98 r. burmistrz Łobza J. Szafran otrzymuje zapewnienie od min. Stępnia, że nie ma żadnych obaw o zachowanie na mapie powiatowej kraju - powiatu łobeskiego[35]
- 07.08.1998 - Dotarł do Urzędu Miasta teleks z Ministerstwa spraw Wewnętrznych i Administracji z krótką informacją, że Łobez nie został siedzibą powiatu[35]
- 10.08.1998 - Burmistrz Łobza, Jan Szafran w III programie Polskiego Radia krytykuje władzę za wymazanie Łobza z mapy powiatów[35]
- 13.08.1998 – Pierwszy dzień blokady torów, dwie grupy organizatorów, manifestacja na placu, piosenki, wiersze, posłowie. Pod Łobzem w Świętoborcu rozlokowano policyjne siły antyterrorystyczne[36]
- 17.08.1998 r. - W Ministerstwie Spraw Wewnętrznych i Administracji delegacja powiatu łobeskiego zażądała odpowiedzi na protest złożony w kancelarii Premiera Rządu RP przeciwko likwidacji powiatu łobeskiego. Podpisy pod protestem złożyli: Za Komitet Obrony Powiatu Łobeskiego - Halina Szymańska, Za Zarządy Gmin: Łobza, Węgorzyna, Reska i Radowa Małego - Jan Szafran[35]

### Burmistrzowie Łobza
Lista burmistrzów Łobza:
- 1632 – Carsten Beleke
- 1670 – Bernd Bublich
- ok. 1700 – Paul Belecke
- 1702 – Theele
- 1723 – F. C. Hackebeck († 1740)
- 1734 – F. W. Weinholz († 1745)

Herb Łobza

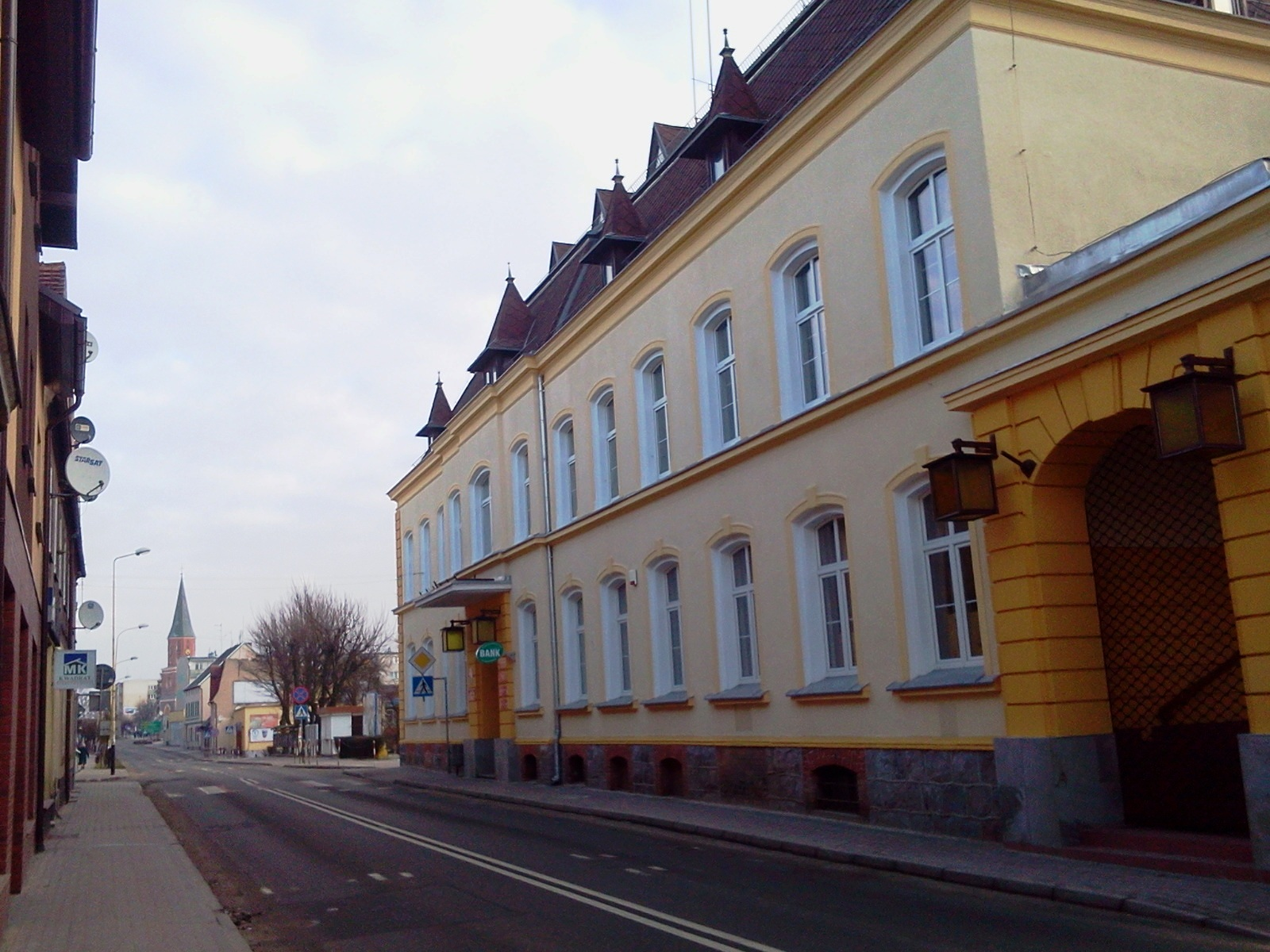
Urząd Miejski w Łobzie

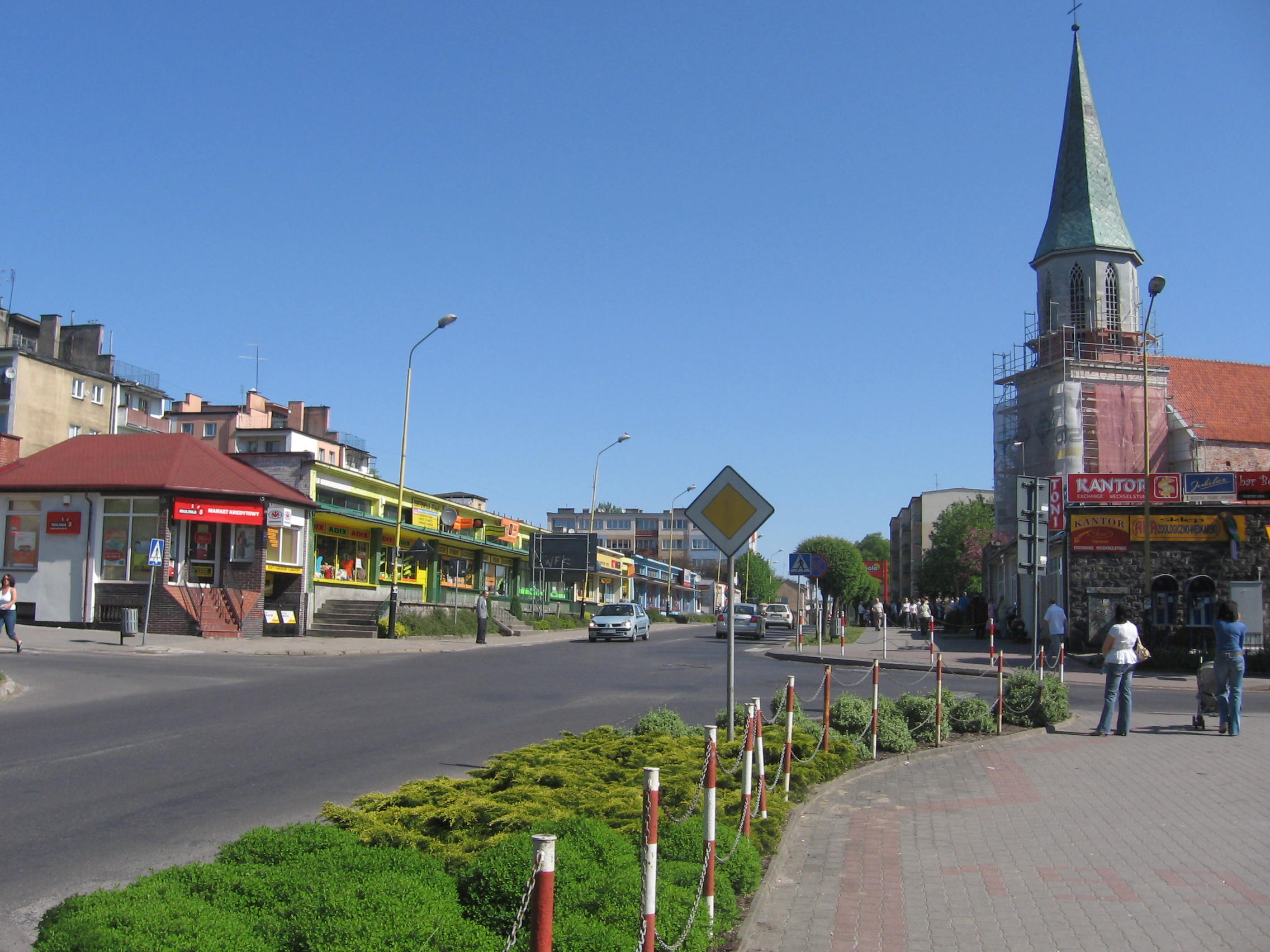
Ulica Niepodległości z widocznym kościołem

- 1736 – Schulze (Joachim Friedrich Schultz, 1775)[37]
- 1732 – Hackenberken
- 1745 – M. C. Frize († 1749)
- 1746 – Johann Friedrich Thym
- 1752 – Johann Gottsried Severin
- 1753? – J. F. von Flige
- 1757 – Johann Friedrich Thym
- 1757 – Heller
- 1767 – Gottlieb Timm
- 1790 – Jahncke
- 1775 – Johann Gottfried Severin
- 1805 – Heinrich (?) Falck
- 1806 – Zuther (inna data 1712)
- 1806 – Nemitz
- 1809 – Johann Georg Falck († 1823)
- 1823-40 – Johann Friedrich Rosenow
- 1842-44 – Adols Ludwig Ritter (tymczasowo)
- 1844-45 – Albert Wilhelm Rizky
- 1846-52 – Heinich Ludwig Gotthilf Hasenjäger
- przed 1859 – Hasenjaeger
- 1852-1864 – Carl Albert Alexander Schüz
- 1921 – Willi Kieckbusch
- 1945 – Hakelberg († 1945)[38][39][40][41]
- 1945 – Teofil Fiutowski (ur. 1910, † 1981)[42][43]
- 1945 – Stefan Nowak (ur. 1903 lub 1907, † 1974)[43][44]
- 1945 – Feliks Mielczarek (ur. 1902, † 1972)[43][45]
- 1946 - Władysław Śmiełowski
- 1948 - Tadeusz Klimski
- 1949 – Ignacy Łepkowski (ur. 1894, † 1966)[43][46]

### Starostowie powiatu z siedzibą w Łobzie

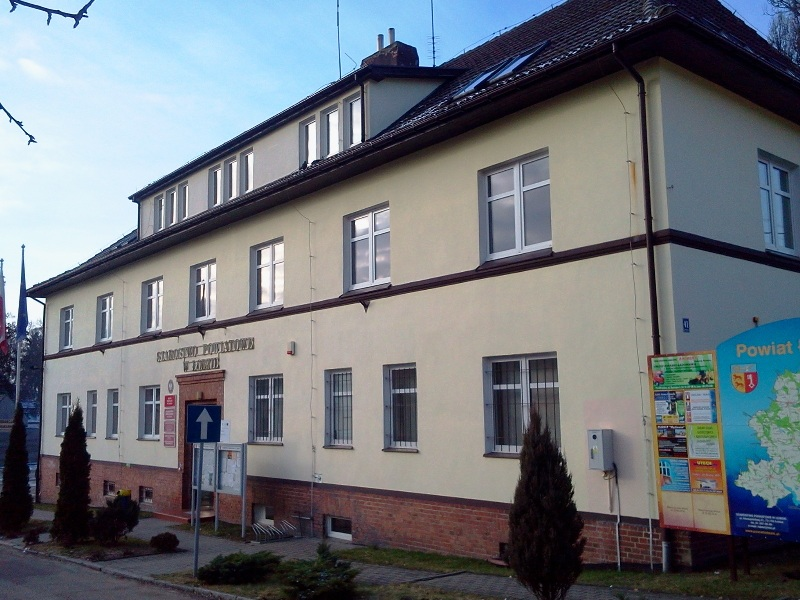
Starostwo Powiatowe w Łobzie

Herb powiatu łobeskiego

Kolejnymi Starostami powiatu (Landräte), których siedziby znajdowały się w Łobzie byli:
- 1832-56 Georg August Adolf Heinrich von der Osten (1785–1855)
- 1856-64 Kurt Moritz Lebrech von der Osten (1815-88)
- 1864–1871 Johann Georg von Loeper (1819–1900)[47]
- 1871-77 Ludwig Ferdinand von Lockstedt (1837–1877)
- 1877-84 Johann Georg von Loeper (1819–1900)
- 1884-93 August Hans Adam Berthold von der Osten (1855-1895)
- 1893-1910 Ernst von Döring (1860-1910)
- 1910-1918 Hans Joachim Philipp Hartwig von Normann (1880-1918)
- 1918-31 Herbert Rudolf von Bismarck (1884–1955)
- 1931-45 dr Walther Hüttenhein (ur.? - †1945)[48][49][50]
- 1945-46 Pełnomocnik Leopold Płachecki (powiat Ławiczka/powiat łobeski)
- 1946-48 Leopold Płachecki (powiat łobeski)